# Svalöv (đô thị)
Đô thị Svalöv (tiếng Thụy Điển: Svalöv kommun) là một đô thị ở hạt Skåne của Thụy Điển. Thủ phủ là thị xã Svalöv. Dân số thời điểm 31 tháng 12 năm 2000 là 12562 người.